# Jo de Haan
Jo de Haan (Klaaswaal, 25 de diciembre de 1936 - Huijbergen, 19 de abril de 2006) fue un ciclista neerlandés que fue profesional entre 1959 y 1966.
Durante su carrera profesional consiguió 39 victorias, destacando la París-Tours de 1960 y el Tour de Picardie de ese mismo año. En 1963 consiguió la medalla de bronce al Campeonato del Mundo de ciclismo disputado en Ronse.
Antes, como amateur, había conseguido el Campeonato de los Países Bajos de 1958 como triunfo más destacado.

## Palmarés
- 1959

1.º en el Gran Premi de Flandes
1.º en el  Circuit de Cher
1.º en Rijen
1.º en Haacht
Vencedor de 2 etapas del Tour de Champagne
Vencedor de una etapa en el Tour del Oeste
- 1960

1.º en  la París-Tours
1.º en el Tour de Picardie y vencedor de una etapa
1.º en  la París-Valenciennes
1.º en Lommel
1.º en Hoepertingen
1.º en Zandvoort
1.º en el Critérium de Saint-Nazaire
1.º en la Challenge de França
- 1961

1.º en el Circuito de Vienne
1.º en la De Drie Zustersteden
1.º en el Gran Premio de Isbergues
1.º en la Sint-Truiden
1.º en  Zwevezele
1.º en  Ieper
Vencedor de una etapa de la Vuelta a Holanda
Vencedor de una etapa de la Roma-Nápoles-Roma
Vencedor de una etapa del Tour del Norte
- 1962

1.º en Lommel
Vencedor de una etapa de la Vuelta a Levante
Vencedor de una etapa en los Cuatro Días de Dunkerque
Vencedor de 2 etapas en la Midi Libre
- 1963

1.º en Sint-Jansteen
1.º en Wavre
 Bronce en el Campeonato del Mundo
- 1964

Vencedor de una etapa en los Cuatro Días de Dunkerque
1.º en Eede
1.º en Sint-Willebrord
- 1965

1.º en Dinteloord
- 1966

1.º en Opwijk
1.º en Grobbendonk

### Resultados en el Tour de Francia
- 1961. Abandona (9.º etapa)
- 1964. 60.º de la clasificación general
- 1967. 77.º de la clasificación general